# Liste der Naturschutzgebiete im Landkreis Lüneburg
Im Landkreis Lüneburg gibt es 14 Naturschutzgebiete (Stand April 2021).
| Name des Gebietes                          | Bild           | Kennung | WDPA   | Landkreis / Stadt                     | Beschreibung / Bemerkungen | Standort | Fläche in Hektar | Jahr der Verordnung |
| ------------------------------------------ | -------------- | ------- | ------ | ------------------------------------- | -------------------------- | -------- | ---------------- | ------------------- |
| Barnstedt-Melbecker Bach                   | weitere Bilder | LÜ 280  | 378055 | Landkreis Lüneburg, Landkreis Uelzen  |                            | Position | 310,55           | 2007                |
| Bennerstedt                                |                | LÜ 158  | 162371 | Landkreis Lüneburg                    |                            | Position | 150,00           | 1988                |
| Bültenmoor                                 |                | LÜ 025  | 81488  | Landkreis Lüneburg                    |                            | Position | 42,47            | 1974                |
| Dieksbeck                                  | weitere Bilder | LÜ 265  | 329325 | Landkreis Lüneburg, Landkreis Uelzen  |                            | Position | 171,72           | 2004                |
| Dümpel an der Landwehr                     | weitere Bilder | LÜ 174  | 162818 | Landkreis Lüneburg                    |                            | Position | 17,23            | 1989                |
| Elbeniederung von Hohnstorf bis Artlenburg |                | LÜ 357  |        | Landkreis Lüneburg                    |                            | Position | 207              | 2019                |
| Fehlingsbleck                              | weitere Bilder | LÜ 024  | 81645  | Landkreis Lüneburg                    |                            | Position | 20,62            | 1974                |
| Hasenburger Bachtal                        | weitere Bilder | LÜ 281  | 378094 | Landkreis Lüneburg                    |                            | Position | 529,33           | 2007                |
| Hohes Holz mit Ketzheide und Gewässern     | weitere Bilder | LÜ 371  |        | Landkreis Harburg, Landkreis Lüneburg |                            | Position | 349              | 2021                |
| Kalkberg                                   | weitere Bilder | LÜ 009  | 82025  | Landkreis Lüneburg                    |                            | Position | 8,14             | 1936                |
| Lüneburger Ilmenauniederung mit Tiergarten | weitere Bilder | LÜ 282  | 378118 | Landkreis Lüneburg, Landkreis Uelzen  |                            | Position | 392,82           | 2007                |
| Schierbruch und Forellenbachtal            | weitere Bilder | LÜ 187  | 165387 | Landkreis Lüneburg, Landkreis Uelzen  |                            | Position | 243,63           | 1990                |
| Streitmoor                                 |                | LÜ 020  | 82656  | Landkreis Lüneburg                    |                            | Position | 13,63            | 1972                |
| Wittsaal                                   | weitere Bilder | LÜ 128  | 166343 | Landkreis Lüneburg                    |                            | Position | 13,72            | 1985                |